# Crenicichla sedentaria
Crenicichla sedentaria är en fiskart som beskrevs av Kullander, 1986. Crenicichla sedentaria ingår i släktet Crenicichla och familjen Cichlidae. Inga underarter finns listade i Catalogue of Life.